# جورج كرويشانك
جورج كرويشانك (بالإنجليزية: George Cruickshank)‏ هو قسيس نيوزيلندي، ولد في 1881، وتوفي في أكتوبر 1951.